# Staurocladia bilateralis
Staurocladia bilateralis är en nässeldjursart som först beskrevs av Edmonson 1930.  Staurocladia bilateralis ingår i släktet Staurocladia och familjen Eleutheriidae. Inga underarter finns listade i Catalogue of Life.